# 骨盤
骨盤（こつばん、英語: pelvis）は、大腿骨と脊柱の間で体を支える、強固に一体化した一群の骨の解剖学的名称である。

## 構造

骨盤
1. 仙骨 2. 腸骨 3. 坐骨 4. 恥骨 5. 恥骨結合 6. 寛骨臼 7. 閉鎖孔 8. 尾骨 赤線は骨盤縁(分界線)

骨盤は、左右1対の寛骨、仙骨、尾骨で構成される。これらの骨はいずれも成長とともに癒合するため個数が変わる。
- 寛骨 : 腸骨、坐骨、恥骨が17歳頃に一体化して1個の寛骨となる。
- 仙骨 : 5個の仙椎が癒合して1個の仙骨となる。
- 尾骨 : 3-6個の尾椎が部分的にあるいは全面的に癒合して尾骨となる。数は不定である（個々人で異なる）。

### 骨接続
- 仙骨は脊柱の下端の骨ではない。下端は尾骨である。
- 坐骨･腸骨･恥骨の結合部が大腿骨と接続して股関節となっている。この受け部分を臼蓋と言う。股関節は肩関節と同じく球関節で自由度は3である。

### 臓器接続

男性の骨盤

骨盤で囲まれる空間（骨盤腔）には膀胱・子宮・直腸などがあり、それらを固定する後腹膜が腹腔の下端をカップ状に密閉していてダグラス窩と呼ばれる。腹腔内出血や腹水貯留時などには著明に液体貯留を来す部位であり、超音波エコー検査や穿刺の対象となる。

## 臨床的意義

### 性差
骨盤は法医学において、頭蓋骨と並んで最も男女差の著明な骨であるため、骨盤が残っていれば性別の鑑定が簡便である。
- 骨盤の中央の孔は男性では三角形に近く、女性では丸い。出産の際に胎児が通るためである。

### 骨髄移植
腸骨・坐骨の骨髄は、頭蓋骨のそれとともに、成人においても造血を行う。骨髄移植の際はこれらの骨から骨髄液を採取する。

### 骨盤骨折
総腸骨動脈･内腸骨動脈の近傍での骨折はそれらの動脈を傷つけ、致死的な腹腔内出血を起こす。交通事故や転落事故においては、頸椎損傷・胸部外傷に次いで重篤な疾患であり、それらに次ぐ優先度で骨盤の動揺・圧痛の有無を確認し、骨盤固定処置を行わなければならない。（JPTEC参照）

### 骨盤開閉
女性では恥骨結合が、初潮の1年以上前までは前傾して女児型だが、初潮を挟む前後1年から出産時に胎児を通すため直立傾向（女性成人型）へ転換し始め、初経の1年後以降には直立傾向（女性成人型）となる。若年出産またはそれを経験した経産婦では安産になりやすいのはそのためである。また半関節の仙腸関節について、カイロプラクティックでは可動であり可動性亢進関節になることがあるとしている。

## ギャラリー

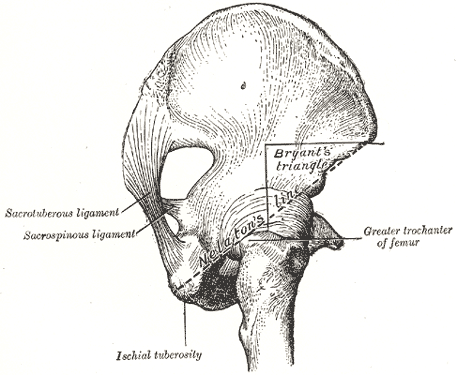
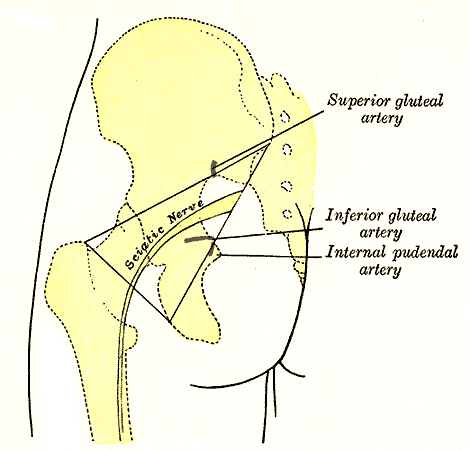
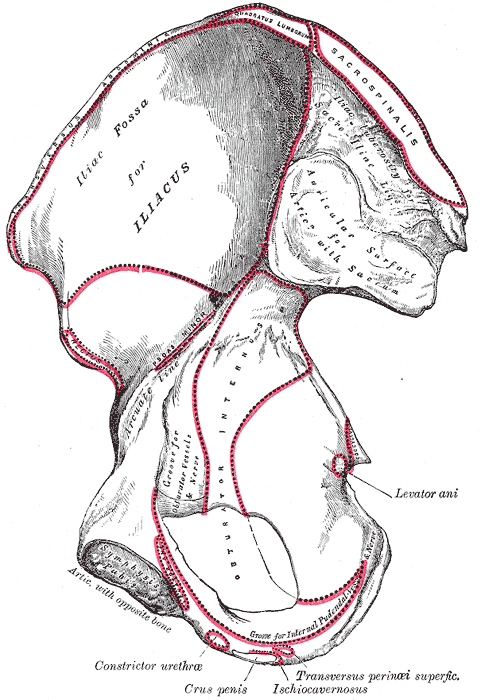
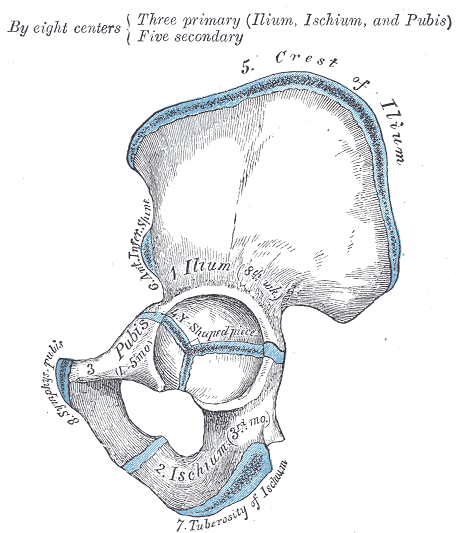